# Paul Frommeyer
Paul Frommeyer (Ibbenbüren, 28 juni 1957) is een voormalige Duitse atleet, die zich had toegelegd op het hoogspringen.

## Loopbaan
Frommeyer kreeg internationale bekendheid door zijn deelname aan de wereldkampioenschappen van 1983, waar hij bij het hoogspringen als zestiende eindigde. Bij de West-Duitse atletiekkampioenschappen van 1977 behaalde hij de tweede plaats en in 1983 veroverde hij op hetzelfde kampioenschap de derde plaats. Met deze bronzen medaille vestigde hij tevens zijn persoonlijke record van 2,34 m.
Na zijn sportcarrière werd Frommeier freelance-journalist. Hij heeft in 2011 onder de titel Möller een autobiografisch boek geschreven.

## Persoonlijk record
Outdoor
| Onderdeel    | Prestatie | Datum        | Plaats |
| ------------ | --------- | ------------ | ------ |
| hoogspringen | 2,34 m    | 17 juni 1983 | Recke  |

## Palmares
- 1977:  West-Duitse kamp.
- 1983: 16e WK - 2,19 m (in kwal. 2,21 m)
- 1983:  West-Duitse kamp.

- Gemeinsame Normdatei: 143903306
- World Athletics: 14358393
- International Standard Name Identifier: 0000 0001 1814 7535
- Virtual International Authority File: 169141505
- WorldCat: E39PBJwmVqdwYMCBhy4HwXJ4bd